# Padang (Indonesia)
Padang è una città dell'Indonesia, capoluogo e centro più popoloso della provincia di Sumatra Occidentale, in Indonesia.
Ha una superficie di 694,96 km². I suoi abitanti (833.584 nel 2010) parlano per lo più la lingua minangkabau.
Il 30 settembre 2009 la città è stata colpita duramente da un sisma che ha parzialmente distrutto diversi edifici ed infrastrutture.

## Amministrazione
Padang è una città con lo status di reggenza. È suddivisa in 11 kecamatan e 104 kelurahan. Gli 11 kecamatan sono:
- Bungus Teluk Kabung
- Koto Tangah
- Kuranji
- Lubuk Begalung
- Lubuk Kilangan
- Nanggalo
- Padang Barat
- Padang Selatan
- Padang Timur
- Padang Utara
- Pauh